# Gatifloxacine
La gatifloxacine est un médicament antibiotique de la classe des quinolones, dit de quatrième génération.

## Spectre
C'est celui des quinolones, avec également une activité contre le Mycobacterium tuberculosis,. Son efficacité contre ce dernier n'est cependant pas suffisante pour réduire la durée du traitement conventionnel.